# آندریا روسو
آندریا روسو (انگلیسی: Andrea Rosso؛ زادهٔ ۲۷ ژوئیهٔ ۱۹۸۴) بازیکن فوتبال اهل ایتالیا است.
از باشگاه‌هایی که در آن بازی کرده‌است می‌توان به باشگاه فوتبال پرو ورچلی اشاره کرد.